# 군산중앙중학교
군산중앙중학교(群山中央中學校)는 대한민국 전북특별자치도 군산시 성산면 도암리에 있는 사립 중학교이다.

## 학교 연혁
- 1950년 10월 1일 : 군산광동중학원 인수, 초대 이종록 원장 취임
- 1976년 1월 16일 : 군산중앙중학교로 교명 변경
- 2015년 1월 5일 : 제24대 이부덕 이사장 취임
- 2020년 10월 27일 : 이승우 이사장 취임
- 2021년 9월 1일 : 제16대 김찬후 교장 취임
- 2024년 2월 7일 : 제69회 졸업 140명(총 18,309명)

## 참고 자료
- 군산중앙중학교 - 한국교육학술정보원 학교알리미